# تاس‌ماهی بایکالی
تاس‌ماهی بایکالی (نام علمی: Acipenser baerii baicalensis) نام یک زیرگونه از تیره ماهیان خاویاری است.